# Purple Kiss
 (février 2023).
La mise en forme du texte ne suit pas les recommandations de Wikipédia : il faut le « wikifier ».
Les points d'amélioration suivants sont les cas les plus fréquents. Le détail des points à revoir est peut-être précisé sur la page de discussion.
- Les titres sont pré-formatés par le logiciel. Ils ne sont ni en capitales, ni en gras.
- Le texte ne doit pas être écrit en capitales (les noms de famille non plus), ni en gras, ni en italique, ni en « petit »…
- Le gras n'est utilisé que pour surligner le titre de l'article dans l'introduction, une seule fois.
- L'italique est rarement utilisé : mots en langue étrangère, titres d'œuvres, noms de bateaux, etc.
- Les citations ne sont pas en italique mais en corps de texte normal. Elles sont entourées par des guillemets français : « et ».
- Les listes à puces sont à éviter, des paragraphes rédigés étant largement préférés. Les tableaux sont à réserver à la présentation de données structurées (résultats, etc.).
- Les appels de note de bas de page (petits chiffres en exposant, introduits par l'outil «  Source ») sont à placer entre la fin de phrase et le point final[comme ça].
- Les liens internes (vers d'autres articles de Wikipédia) sont à choisir avec parcimonie. Créez des liens vers des articles approfondissant le sujet. Les termes génériques sans rapport avec le sujet sont à éviter, ainsi que les répétitions de liens vers un même terme.
- Les liens externes sont à placer uniquement dans une section « Liens externes », à la fin de l'article. Ces liens sont à choisir avec parcimonie suivant les règles définies. Si un lien sert de source à l'article, son insertion dans le texte est à faire par les notes de bas de page.
- La présentation des références doit suivre les conventions bibliographiques. Il est recommandé d'utiliser les modèles {{Ouvrage}}, {{Chapitre}}, {{Article}}, {{Lien web}} et/ou {{Bibliographie}}. Le mode d'édition visuel peut mettre en forme automatiquement les références.
- Insérer une infobox (cadre d'informations à droite) n'est pas obligatoire pour parachever la mise en page.

Pour une aide détaillée, merci de consulter Aide:Wikification.
Si vous pensez que ces points ont été résolus, vous pouvez retirer ce bandeau et améliorer la mise en forme d'un autre article.
Purple Kiss (en coréen : 퍼플키스 ; stylisé en majuscules PURPLE KISS) est un groupe de filles sud-coréen formé par RBW en 2020. Le groupe est composé de six membres : Na Go-eun, Dosie, Ireh, Yuki, Chaein et Swan. À l'origine, le groupe était composé de 7 membres mais avec le départ de Park Ji-eun le 18 novembre 2022, en raison de problèmes de santé, il ne reste plus que 6 membres. Le groupe est considéré comme un groupe auto-produit, les membres étant impliquées dans l'écriture de chansons, la composition et d'autres aspects de leur musique et de leurs types de performances,.
Le groupe a sorti deux singles non-physiques pour leur pré-début en novembre 2020 et en février 2021, respectivement intitulés My Heart Skip a Beat et Can We Talk Again - avant leurs débuts officiels le 15 mars 2021, avec l'EP Into Violet et le titre principal Ponzona,,. Le groupe a annoncé le 04 août 2025, la fin des activités de Purple Kiss en novembre 2025.

## Nom
Le nom du groupe est un mot en deux éléments : « purple » avec l'idée que la couleur se fait à travers plus d'une couleur ; et le mot « kiss » symbolisant l'amour. Il met en avant les diverses personnalités de la couleur musicale de chaque membre ; ces couleurs se mélangent alors en harmonie. Par conséquent, le sens de Purple Kiss est de « transmettre l'amour à travers différentes couleurs de musique et de genres musicaux ».

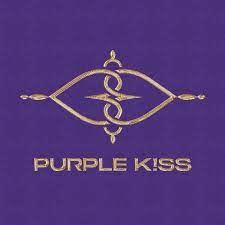
Logo de Purple Kiss

## Histoire

### 2018-2021:365 Practiceet de pré-début

#### 365 Practice
Purple Kiss, auparavant connu sous le nom de 365 Practice, a commencé ses activités via une chaîne YouTube éponyme en mars 2018, utilisée par RBW pour mettre en lumière la vie quotidienne, les activités scolaires et les pratiques de leurs stagiaires féminines. La chaîne a présenté les sept futurs membres de Purple Kiss, aux côtés d'autres stagiaires qui n'ont pas été ajoutées à la composition finale du groupe.
Avant et pendant cette période, plusieurs membres sont apparues dans diverses émissions de télé-réalité coréennes et ont participé à d'autres activités nationales. En 2011 et 2014, Chaein est apparue sur K-pop Star pour les saisons 1 et 3. Fin 2017, Dosie a concouru dans Mix Nine , se classant 74e. En juin 2018, Park Ji-eun et Na Go-eun ont concouru dans Produce 48 , se classant respectivement 80e et 29e.
Le 25 mai 2019, 365 Practice a tenu son mini-concert "All-Ways" au RBW Art Hall pour célébrer leurs 100 000 abonnés sur YouTube,. En juillet 2019, Swan a enregistré le guide vocal de Snapping de Chungha. Le 2 novembre 2019, elles ont accompagné Moonbyul (MAMAMOO) pour performer dans le but de récolter des fonds pour une œuvre caritative au Seongdong Fashion Sewing Village Festival,.
Au cours de leurs derniers jours de formation, les membres ont participé à des projets musicaux tels que LunCHbox, avec Dosie, Swan et Go-eun rejoignant la liste des artistes vedettes,,. Yuki et Lee Ye-sol, une ancienne stagiaire, ont été présentées dans l'album Hwang Sung Jin Project Secondary words Vol.2 de Hwang Sung-jin sur le morceau Be With You . Go-eun a enregistré le single Fly pour la bande originale de la série télévisée 2019 Possessed. Le 26 mai 2020, l'ensemble du groupe est apparu en tant que danseurs dans le clip End of Spring d'Onewe, aux côtés d'Oneus,.

#### Formation dePurple Kisset singles de pré-débuts
Le 19 juin 2020, un premier trailer est sorti sur la chaîne YouTube 365 Practice, annonçant officiellement le nom du groupe sous le nom de Purple Kiss. La line-up finale, composée de Park Ji-eun, Na Go-eun, Dosie, Ireh, Yuki, Chaein et Swan, fut révélée du 20 juillet au 1er août à travers des clips vidéo individuels présentant chacune des membres, aboutissant à un trailer du groupe le 3 août 2020,.
Purple Kiss sortit son premier single numérique de pré-début, My Heart Skip a Beat le 26 novembre 2020. Swan ne participa pas au single ainsi qu'à son clip vidéo en raison d'une pause temporaire liée à des problèmes de santé. La chanson reçut une attention positive des médias coréens et était accompagnée d'une chorégraphie créée par les membres. Yuki écriva elle-même son rap. Le deuxième single de pré-début du groupe, intitulé Can We Talk Again, sortit le 3 février 2021 et mettait en vedette cette fois-ci les sept membres. Le single étant un morceau R&B discret, contrastait considérablement avec un style rock du côté de My Heart Skip a Beat, destiné à mettre en valeur la polyvalence musicale du groupe,.

### 2021: Introduction et débuts avecInto VioletetHide & Seek
Le 28 février, Purple Kiss a annoncé ses débuts, qui seraient l'EP Into Violet,. Celui-ci sortit le 15 mars, avec le deuxième morceau Ponzona en tant que chanson principale de l'EP avec un clip vidéo en accompagnement. Into Violet atteint la 11e place dans le Gaon Album Chart tandis que Ponzona se place au numéro 99 sur le Download Chart.
Le 8 septembre, Purple Kiss sort son deuxième EP Hide & Seek, avec le premier single Zombie. Le premier single fut co-écrit par Yuki, aux côtés de son compagnon de label CyA, le groupe ayant écrit et composé des crédits pour la plupart des chansons de l'album.
Le 18 décembre, Purple Kiss sortit le single numérique d'hiver My My.

### depuis 2022:MemeM,Geekyland,départ de Park Jieun etCabin Fever
Le 29 mars 2022, Purple Kiss sort son troisième EP MemeM, avec sept chansons.
Le 25 juillet 2022, Purple Kiss sort son quatrième EP Geekyland, avec pour chanson principale Nerdy.
Le 18 novembre 2022, RBW a annoncé que Park Ji-eun avait pris la décision de quitter le groupe en raison de son état de santé fragile et de ses symptômes d'anxiété, faisant de Purple Kiss un sextuor.
Le 15 février 2023, Purple Kiss sort son cinquième EP Cabin Fever, avec pour chanson principale Sweet Juice.

## Membres[41]
| Nom de scène | Nom de scène | Nom de naissance | Nom de naissance | Date de naissance | Nationalité  | Positions                                                      |
| Romanisé     | Coréen       | Romanisé         | Cor./jpn.        | Date de naissance | Nationalité  | Positions                                                      |
| ------------ | ------------ | ---------------- | ---------------- | ----------------- | ------------ | -------------------------------------------------------------- |
| Na Goeun     | 나고은       | Na Go-eun        | 나고은           | 3 septembre 1999  | Sud-coréenne | Chanteuse principale, danseuse secondaire                      |
| Dosie        | 도시         | Jang Eun-seong   | 장은성           | 11 février 2000   | Sud-coréenne | Danseuse principale, chanteuse                                 |
| Ireh         | 이레         | Cho Seo-young    | 조서영           | 30 avril 2002     | Sud-coréenne | Danseuse principale, chanteuse                                 |
| Yuki         | 유키         | Mori Koyuki      | もうりこゆき     | 6 novembre 2002   | Japonaise    | Rappeuse principale, danseuse secondaire, chanteuse, visuelle  |
| Chaein       | 채인         | Lee Chae-young   | 이채영           | 5 décembre 2002   | Sud-coréenne | Chanteuse principale, danseuse secondaire, rappeuse            |
| Swan         | 수안         | Park Su-jin      | 박수진           | 11 juillet 2003   | Sud-coréenne | Chanteuse principale, visage du groupe, maknae (la plus jeune) |

Comme les Blackpink par exemple, le groupe n'a pas de leader déterminé, même si Goeun se rapprocherait le plus de cette image.

## Ancienne membre
| Nom de scène | Nom de scène | Nom de naissance | Nom de naissance | Date de naissance | Nationalité  | Position            |
| Romanisé     | Coréen       | Romanisé         | Coréen           | Date de naissance | Nationalité  | Position            |
| ------------ | ------------ | ---------------- | ---------------- | ----------------- | ------------ | ------------------- |
| Jieun        | 박지은       | Park Ji-eun      | 박지은           | 4 septembre 1997  | Sud-coréenne | Chanteuse, visuelle |

## Discographie

### EP
| Année                                                                        | Titre         | Détails                                                           | Classements | Classements | Ventes               |
| Année                                                                        | Titre         | Détails                                                           | COR         | JAP         | Ventes               |
| Coréens                                                                      | Coréens       | Coréens                                                           | Coréens     | Coréens     | Coréens              |
| ---------------------------------------------------------------------------- | ------------- | ----------------------------------------------------------------- | ----------- | ----------- | -------------------- |
| 2021                                                                         | Into Violet   | - Date de sortie : 15 mars 2021 - Label : RBW                     | 11          | —           | COR : plus de 30 000 |
| 2021                                                                         | Hide & Seek   | - Date de sortie : 8 septembre 2021 - Label : RBW                 | 5           | —           | COR : plus de 43 000 |
| 2022                                                                         | MemeM         | - Date de sortie : 29 mars 2022 - Label : RBW                     | 7           | —           | COR : plus de 36 000 |
| 2022                                                                         | Geekyland     | - Date de sortie : 25 juillet 2022 - Label : RBW                  | 7           | —           | COR : plus de 38 000 |
| 2023                                                                         | Cabin Fever   | - Date de sortie : 15 février 2023 - Label : RBW                  | 18          | —           | COR : plus de 26 000 |
| 2024                                                                         | BXX           | - Date de sortie : 19 mars 2024 - Label : RBW                     | 13          | —           | COR : plus de 28 000 |
| 2024                                                                         | HeadWay       | - Date de sortie : 22 octobre 2024 - Label : RBW                  | À venir     | À venir     | À venir              |
| Japonais                                                                     |               |                                                                   |             |             |                      |
| 2023                                                                         | Dear Violet   | - Date de sortie : 22 mars 2023 - Label : Victor Entertainment    | —           | 12          | JAP : plus de 4 800  |
| 2024                                                                         | On the Violet | - Date de sortie : 17 juillet 2024 - Label : Victor Entertainment | —           | 19          | JAP : plus de 2 300  |
| "—" indique que l'album ne s'est pas classé ou n'est pas sorti dans ce pays. |               |                                                                   |             |             |                      |

### Single album
| Année | Titre | Détails                                           | Classements | Ventes               |
| Année | Titre | Détails                                           | COR         | Ventes               |
| ----- | ----- | ------------------------------------------------- | ----------- | -------------------- |
| 2023  | Festa | - Date de sortie : 5 septembre 2023 - Label : RBW | 13          | COR : plus de 34 000 |

### Singles
| Année | Titre                | Album               |
| ----- | -------------------- | ------------------- |
| 2020  | My Heart Skip a Beat | Into Violet         |
| 2021  | Can We Talk Again    | Into Violet         |
| 2021  | Ponzona              | Into Violet         |
| 2021  | Zombie               | Hide & Seek         |
| 2021  | My My                | Non issu d'un album |
| 2022  | MemeM (맴맴)         | MemeM               |
| 2022  | Nerdy                | Geekyland           |
| 2023  | Sweet Juice          | Cabin Fever         |
| 2023  | 7Heaven              | Festa               |
| 2024  | BBB                  | BXX                 |